# 乔迪·康迪
乔迪·康迪（英語：Jody Cundy，1978年10月14日—），英国男子自行车、游泳运动员。他曾代表英国参加1996年、2000年、2004年、2008年、2012年、2016年和2020年夏季残疾人奥林匹克运动会，获得十一枚金牌、二枚银牌和四枚铜牌。